# Haniwa
Haniwa (埴輪) são figuras confeccionadas em  terracota para uso ritual e enterradas com os mortos como objetos funerários durante o período Kofun (3 a.C.- 6 d.C.) da história do Japão. As peças haniwa foram criadas de acordo com a técnica wazumi, na qual montes de argila enrolados eram moldados e empilhados para confeccionar a figura, camada por camada.